# Physically Challenged (Ironman)
Physically Challenged open division est le nom d'un catégorie sportive dédiée aux triathlètes handisport du circuit de triathlon Ironman.  Elle permet selon les règles conformes aux prescriptions techniques de la Fédération internationale de triathlon, la participation aux compétitions qualificatives et à la finale des championnats du monde d'Ironman à Hawaï. Elle comporte deux catégories, une réservée aux triathlètes atteint de déficience visuelle, neurologique, physique sans nécessité de vélo à main et une autre dédiée aux sportifs devant user d'un vélo à main (handcycle) et d'un fauteuil roulant durant l'épreuve. Des espaces réservés pour les compétitions et un titre honorifique à l'image des catégories d'âge amateur est attribué aux vainqueurs par type de handicap.

## Historique
Les sportifs handicapés ont aussi pris part, grâce à leur volonté et leurs exploits personnels, à l'écriture de la légende de l'Ironman jusqu'à la reconnaissance des athlètes en situation de handicap en 1997. Les triathlètes ayant une déficience physique participent à la compétition dans la catégorie ouverte Physically Challenged qui est créée en 1997, ils doivent respecter les mêmes délais que les concurrents valides.

## Championnat du monde catégorie déficience physique (PC)

### Palmarès hommes
| Année | Champion           | Temps            | 2e               | Temps            | 3e               | Temps            |
| ----- | ------------------ | ---------------- | ---------------- | ---------------- | ---------------- | ---------------- |
| 2016  | Michael Somsan     | 15 h 55 min 6 s  | Kevin Rhinehart  | 16 h 41 min 40 s | Hector Picard    | 16 h 45 min 41 s |
| 2015  | Alessandro Zanardi | 9 h 40 min 37 s  | Steve Walker     | 14 h 36 min 37 s | Nathan Johnson   | 15 h 6 min 47 s  |
| 2014  | Hansen Lars        | 13 h 17 min 19 s | Mohamed Lahna    | 13 h 19 min 41 s | Gerald Geier     | 13 h 30 min 8 s  |
| 2013  | Eric McElvenny     | 11 h 54 min 29 s | Memet Can Toygar | 12 h 21 min 2 s  | James Cuizon     | 14 h 9 min 43 s  |
| 2012  | Joseph Townsend    | 11 h 35 min 52 s | --               | --               | --               | --               |
| 2011  | Andre Szucs        | 12 h 52 min 38 s | Robert Picardo   | 13 h 45 min 1 s  | Rajesh Durbal    | 13 h 49 min 34 s |
| 2010  | Loyal Pyczynski    | 13 h 15 min 27 s | Sebastian Cila   | 13 h 51 min 18 s | Rajesh Durbal    | 14 h 19 min 12 s |
| 2009  | Brian Cowie        | 12 h 9 min 50 s  | Jason Lester     | 12 h 24 min 53 s | Gerald Geier     | 12 h 58 min 34 s |
| 2008  | Jason Lester       | 13 h 7 min 21 s  | Maverick Malech  | 13 h 59 min 51 s | Jeff Glasbrenner | 14 h 18 min 58 s |
| 2007  | Gerald Geier       | 12 h 4 min 15 s  | Charles Plaskon  | 14 h 49 min 42 s | Scott Rigsby     | 16 h 42 min 46 s |
| 2006  | Willie Stewart     | 11 h 16 min 54 s | David Rozelle    | 12 h 46 min 26 s | Jon Beeson       | 13 h 51 min 55 s |
| 2005  | Andrew Eldridge    | 12 h 28 min 0 s  | Thomas Koehler   | 13 h 42 min 23 s | Maverick Malech  | 14 h 28 min 23 s |
| 2004  | Willie Stewart     | 11 h 33 min 43 s | Maverick Malech  | 15 h 7 min 45 s  | --               | --               |
| 2003  | Rivaldo Martins    | 10 h 33 min 51 s | Willie Stewart   | 10 h 54 min 13 s | Ivan Steber      | 12 h 48 min 27 s |

### Palmarès femmes
| Année | Champion         | Temps           | 2e | Temps | 3e | Temps |
| ----- | ---------------- | --------------- | -- | ----- | -- | ----- |
| 2014  | Kristina Ament   | 16 h 18 min 5 s | -- | --    | -- | --    |
| 2012  | Amy Dodson       | 14 h 3 min 32 s | -- | --    | -- | --    |
| 2007  | Kelly Bruno      | 14 h 2 min 34 s | -- | --    | -- | --    |
| 2005  | Sarah Reinertsen | 15 h 5 min 12 s | -- | --    | -- | --    |

## Championnat du monde catégorie handcycle (HC)

### Palmarès hommes
| Année | Champion         | Temps            | 2e               | Temps            | 3e               | Temps            |
| ----- | ---------------- | ---------------- | ---------------- | ---------------- | ---------------- | ---------------- |
| 2016  | Jason Fowler     | 11 h 26 min 22 s | Robert Buren     | 13 h 30 min 26 s | --               | --               |
| 2015  | Carlos Moleda    | 11 h 32 min 34 s | Jason Gradyan    | 14 h 36 min 25 s | --               | --               |
| 2014  | Ricky James      | 13 h 25 min 59 s | Jason Gradyan    | 14 h 17 min 50 s | --               | --               |
| 2013  | Thomas Frühwirth | 9 h 2 min 55 s   | Bill Chaffey     | 9 h 30 min 24 s  | Andre Kajlich    | 10 h 32 min 17 s |
| 2012  | Andre Kajlich    | 10 h 30 min 19 s | Kevin Mather     | 12 h 36 min 16 s | --               | --               |
| 2011  | Jeddie Schabort  | 9 h 24 min 35 s  | Andre Kajlich    | 10 h 25 min 21 s | Geoffrey Kennedy | 11 h 35 min 28 s |
| 2010  | Jeddie Schabort  | 9 h 26 min 4 s   | Thomas Fruhwirth | 10 h 13 min 27 s | Oscar Sanchez    | 12 h 30 min 20 s |
| 2009  | Jason Fowler     | 11 h 25 min 24 s | David Bailey     | 11 h 35 min 27 s | Michal Siska     | 12 h 57 min 12 s |
| 2008  | Hanne Koeppen    | 11 h 16 min 43 s | Jason Fowler     | 11 h 29 min 52 s | Marc Herremans   | 11 h 46 min 42 s |
| 2007  | Hanne Koeppen    | 11 h 29 min 15 s | Patrick Doak     | 12 h 5 min 39 s  | Marc Aten        | 13 h 12 min 58 s |
| 2006  | Marc Herremans   | 10 h 53 min 29 s | Akian Aleong     | 11 h 0 min 51 s  | Patrick Doak     | 11 h 56 min 17 s |
| 2005  | Carlos Moleda    | 10 h 31 min 15 s | Marc Herremans   | 10 h 57 min 25 s | Patrick Doak     | 12 h 15 min 5 s  |
| 2004  | Carlos Moleda    | 11 h 18 min 7 s  | Patrick Doak     | 12 h 53 min 15 s | Marc Herremans   | 13 h 48 min 23 s |
| 2003  | Randy Caddell    | 11 h 13 min 18 s | Zbyněk Švehla    | 13 h 7 min 55 s  | Marc Herremans   | 13 h 24 min 25 s |
| 2002  | Randy Caddell    | 12 h 47 min 18 s | --               | --               | --               | --               |
| 2001  | Randy Caddell    | 12 h 25 min 3 s  | --               | --               | --               | --               |
| 2000  | David Bailey     | 11 h 5 min 20 s  | Carlos Moleda    | 11 h 14 min 12 s | Randy Caddell    | 13 h 13 min 2 s  |
| 1999  | Carlos Moleda    | 10 h 55 min 58 s | David Bailey     | 11 h 29 min 2 s  | Randy Caddell    | 13 h 28 min 41 s |
| 1998  | Carlos Moleda    | 11 h 25 min 55 s | Randy Caddell    | 12 h 19 min 58 s | David Bailey     | 12 h 34 min 43 s |
| 1997  | John Maclean     | 12 h 21 min 38 s | Scott McNeice    | 13 h 12 min 57 s | --               | --               |

### Palmarès femmes
| Année | Champion              | Temps            | 2e | Temps | 3e | Temps |
| ----- | --------------------- | ---------------- | -- | ----- | -- | ----- |
| 2013  | Minda Dentler         | 14 h 39 min 14 s | -- | --    | -- | --    |
| 2012  | Yasuyo Tonoyama       | 12 h 21 min 1 s  | -- | --    | -- | --    |
| 2009  | Monique van der Vorst | 11 h 10 min 14 s | -- | --    | -- | --    |
| 1998  | Julia Wallace         | 13 h 31 min 14 s | -- | --    | -- | --    |